# 44 Nysa
44 Nysa este un asteroid de tip E foarte strălucitor din centura de asteroizi. A fost descoperit de Hermann Goldschmidt la 27 mai 1857 la Observatorul din Paris. Este numit după Nysa, un loc mitologic din mitologia greacă.